# Gaianes (kommun i Spanien)
Gaianes är en kommun i Spanien.   Den ligger i provinsen Provincia de Alicante och regionen Valencia, i den östra delen av landet, 300 km sydost om huvudstaden Madrid. Antalet invånare är 445. Arean är 9,6 kvadratkilometer. Gaianes gränsar till Alcocer de Planes, Beniarrés, Beniatjar, Muro del Alcoy, Otos och Planes. 
Terrängen i Gaianes är platt åt sydost, men åt nordväst är den kuperad.